# Santa Tecla FC
Santa Tecla Fútbol Club ist ein Fußballverein aus Santa Tecla in El Salvador. Obwohl der Verein erst 2007 gegründet wurde und erstmals in der Saison 2012/13 in der Primera División vertreten war, gewann er bereits viermal die salvadorianische Fußballmeisterschaft.

## Geschichte
Der Verein entstand mit dem Ziel, in Santa Tecla einen auf nationalem Niveau konkurrenzfähigen Fußballverein ins Leben zu rufen. Das Projekt wurde durch das Zusammenwirken der Kommunalregierung mit dem Privatsektor realisiert.
Die Fußballmannschaft des Santa Tecla FC startete in der Saison 2007/08 in Gruppe A der zweitklassigen Segunda División. Nachdem sie in der Apertura 2007 nur den fünften Rang belegte und somit die Qualifikation für die Liguillas verpasst hatte, qualifizierte sie sich in der Clausura 2008 für das Halbfinale, wo sie trotz eines 1:0-Auswärtssieges im Hinspiel mit einer 0:3-Heimniederlage gegen den späteren Aufsteiger Juventud Independiente scheiterte.
Anderthalb Jahre später spielte Santa Tecla eine starke Halbsaison, verlor in der Punktspielrunde der Apertura 2009 nur 2 ihrer 20 Begegnungen und schloss die Meisterschaft als souveräner Tabellenführer mit 7 Punkten Vorsprung auf den Zweitplatzierten CD Once Lobos ab, bei dem man mit 1:4 auch die höchste Saisonniederlage hinnehmen musste. Doch auch in diesem Wettbewerb reichte es nicht zum Meistertitel, weil die Mannschaft im Halbfinale gegen den späteren Aufsteiger CD Once Municipal ihre einzige Heimniederlage (0:1) hinnehmen musste und im Rückspiel nicht über ein 2:2 hinauskam.
So musste Santa Tecla FC bis zur Saison 2011/12 warten, an deren Ende endlich der ersehnte Aufstieg ins Fußballoberhaus gelang. In den ersten beiden Spielzeiten kam Santa Tecla nie unter die Top 4: die Apertura 2012 wurde auf dem 7. Platz beendet, die Clausura 2013 auf dem 5. Platz, die Apertura 2013 sogar nur auf dem 8. Platz und die Clausura 2014 auf dem 5. Platz. Die erste erfolgversprechende Saison spielte die Mannschaft im dritten Jahr ihrer Erstligazugehörigkeit. Zunächst schloss sie die Apertura 2014 als Tabellenführer ab, scheiterte aber im Halbfinale gegen die AD Isidro-Metapán. In der anschließenden Clausura 2015 belegte sie zwar „nur“ den 3. Rang, gewann aber anschließend im Finale gegen den Tabellenführer Isidro-Metapán (nach einem 1:1 in der regulären Spielzeit) mit 3:1 im Elfmeterschießen ihren ersten Meistertitel.
In den Spielzeiten 2016/17 und 2017/18 sowie in der Apertura 2018 (Hinrunde der Saison 2018/19) gab es fünfmal in Folge die Finalpaarung zwischen dem Santa Tecla FC und dem Hauptstadtverein Alianza FC. Dreimal konnte sich hierbei der Santa Tecla FC durchsetzen und zweimal hatte er das Nachsehen.

## Erfolge
- Salvadorianischer Meister: Clausura 2015, Apertura 2016, Clausura 2017, Apertura 2018